# Michael J. Hopkins

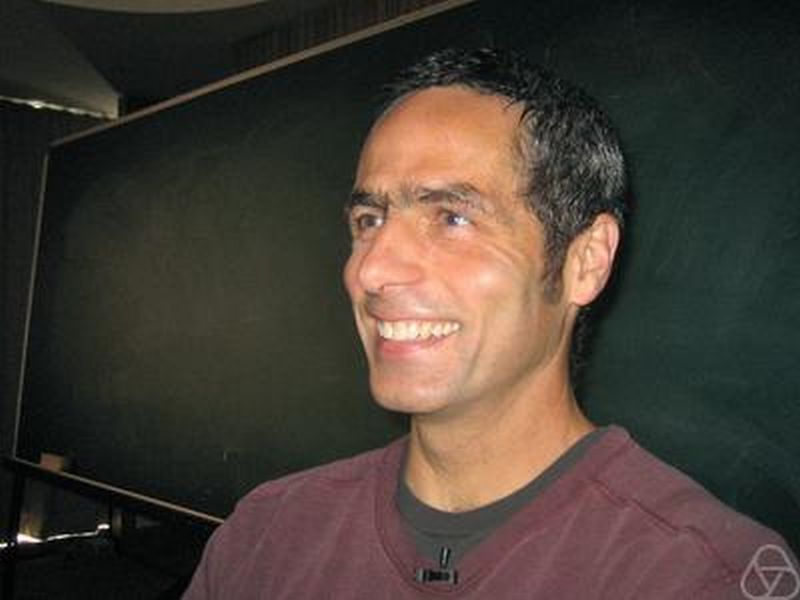
Michael J. Hopkins, Edinburgh 2009

Michael Jerome Hopkins (* 18. April 1958 in Alexandria, Virginia) ist ein US-amerikanischer Mathematiker, der sich mit algebraischer Topologie, im Speziellen der Homotopietheorie, beschäftigt.
Hopkins, der nach eigener Aussage zunächst Rockmusiker werden wollte, studierte Mathematik an der Northwestern University, wo er 1979 seinen Bachelor-Abschluss machte. Danach ging er an die Universität Oxford, wo er 1984 bei Ioan James als Dr. phil. promovierte. Ein weiteres Mal promovierte er im selben Jahr an der Northwestern University bei Mark Mahowald als Ph.D. Danach war er 1984 bis 1987 als Postdoktorand und später Assistant Professor an der Princeton University, 1988/89 als Professor an der Universität Chicago, ab 1989 Associate Professor und ab 1990 Professor am Massachusetts Institute of Technology (MIT). Seit 2005 ist er Professor an der Harvard University.
Hopkins war ab 1987 Sloan Research Fellow. 1994 war er Invited Speaker auf dem Internationalen Mathematikerkongress (ICM) in Zürich mit dem Vortragsthema „Topological modular forms, the Witten genus and the theorem of the cube“ und hielt auf dem ICM 2002 in Peking einen Plenarvortrag zu „Algebraic Topology and Modular Forms“. 2000 gab er die Marston Morse Memorial Lectures am Institute for Advanced Study.
2009 gelang ihm mit seinem ehemaligen Doktoranden Michael A. Hill und Douglas Ravenel eine fast vollständige Lösung des Kervaire-Invariantenproblems (nach Michel Kervaire). Mit Haynes Miller führte er topologische Modulformen im Rahmen einer geometrischen Interpretation der elliptischen Kohomologie ein.
2001 erhielt er den Oswald-Veblen-Preis für seine Arbeiten über Nilpotenz und Periodizität in der stabilen Homotopietheorie (Beweis eines Großteils der Ravenel-Vermutungen mit Ethan Devinatz, Jeffrey H. Smith), für seine Arbeit über „rigid analytic geometry“ und ihrer Anwendung in der Homotopietheorie und für seine Arbeiten über elliptische Spektren (teilweise mit Matthew Ando, Neil Strickland). 2002 wurde er in die American Academy of Arts and Sciences gewählt, 2010 in die National Academy of Sciences. Er ist Mitglied der Königlich Dänischen Akademie der Wissenschaften. 2012 erhielt er den NAS Award in Mathematics und 2014 sowohl den Nemmers-Preis für Mathematik der Northwestern University als auch den Senior Berwick Prize. Im November 2019 hielt er eine Gauß-Vorlesung. 2022 wurde er zum zweiten Mal mit dem Oswald-Veblen-Preis der AMS ausgezeichnet.

## Schriften (Auswahl)
- Nilpotence and stable homotopy theory. I (mit E. Devinatz, J. Smith): Ann. of Math. (2) 128 (1988), no. 2, 207–241. II (mit J. Smith): Ann. of Math. (2) 148 (1998), no. 1, 1–49.
- mit N. Kuhn, D. Ravenel: Generalized group characters and complex oriented cohomology theories. J. Amer. Math. Soc. 13 (2000), no. 3, 553–594
- mit M. Ando, N. Strickland: Elliptic spectra, the Witten genus and the theorem of the cube. Invent. Math. 146 (2001), no. 3, 595–687.
- mit E. Devinatz: Homotopy fixed point spectra for closed subgroups of the Morava stabilizer groups. Topology 43 (2004), no. 1, 1–47.
- mit P. Goerss: Moduli spaces of commutative ring spectra. Structured ring spectra, 151–200, London Math. Soc. Lecture Note Ser., 315, Cambridge Univ. Press, Cambridge, 2004.
- mit I. Singer: Quadratic functions in geometry, topology, and M-theory. J. Differential Geom. 70 (2005), no. 3, 329–452.
- mit D. Freed, C. Teleman: Loop groups and twisted K-theory III. Ann. of Math. (2) 174 (2011), no. 2, 947–1007.
- mit M. A. Hill, D. C. Ravenel: On the nonexistence of elements of Kervaire invariant one. In: Annals of Mathematics. Band 184, Nr. 1, Juli 2016, S. 1–262., Arxiv